# 70式130毫米自行火箭炮
70式130毫米自行火箭炮 (工厂产品代号WZ303) 也简称为70式火箭炮，是1970年代中華人民共和國北方车辆自行設計、制造的第一型履带式自行多管火箭炮車。采用63式装甲输送车底盘结合19管130毫米口径火箭定向发射器研制而成。70式自行火箭炮主要装备中国人民解放軍坦克师、团一级的炮兵部队用于火力支援与压制。

## 历史
1970年2月，履带式130毫米自行火箭炮的研制任务正式开展，由北方車輛研究所（201所）負責。1970年11月批复设计定型，该炮尚存在的缺陷需要在生产试制中解决。1971年完成18輛先導量產車撥交中国人民解放军坦克1師试用。在反饋試用單位經驗後，1972年完成改良版本交付其它單位，但1972年版本仍有部分問題，在改良後於1974年
通过补充定型试验，至1977年重新设计定型，命名為“70式130毫米自行火箭炮”。 1979年進行正式量產，共生产了244辆。
70式多管火箭炮曾参加了1979年的中越战争，颇受部队好评。1990年代後轉為后備役，解放軍的師、團級多管火箭也以122公厘型號替換。

## 构造
70式多管火箭炮的底盤採用63A（A531）履帶裝甲車，具備兩棲浮渡功能，為了配備多管火箭發射器修改車體後部上方，多管火箭發射器由63式多管火箭炮的雙層19管火箭發射器移植，為避免火箭發射尾焰燒蝕車體，發射架設計了液壓升降結構，發射時火箭發射架會升高50公厘，發射架與車體裝有行軍鎖避免在移動時撞壞。
63式19管130公厘火箭發射管長度1.05公尺，分上下兩層（上10下9），採用電力擊發，發射架備彈可在10秒全數擊發。除了架上火箭，車內儲存20發備用火箭彈，可由車組人員以人力再裝填；車身右側為此增設人員上車與裝彈踏板。
1986年，换装新型通信设备，即改进车装电台和车内通话器，产品代号为WZ303A。
- 70式自行火箭炮, 车体右侧斜侧板上设置装弹踏板.
- 19管130mm口径发射器, 基座液压升降装置处于降下状态, 可见火箭炮行军固定器.
- 70式自行火箭炮的19管发射器处于發射時升起状态.